# Vestinos
Los vestinos (latín vestini) fueron un pueblo del centro de Italia, que habitaba las tierras comprendidas entre la costa del Mar Adriático y las montañas situadas en los alrededores de la fuente del río Aternus. Limitaban al oeste con Sabinia y las montañas que los separaban de los ecuos y los marsos, el límite por el sur y sureste fue el río Aternus, mientras que al este limitaban con los pelignos, los marrucinos y con la costa del mar Adriático (entre la boca del Aternus y el río Matrinus), el límite norte era el río Matrinus que los separaba de los pretutios y el monte Corno Grande (en el macizo del Gran Sasso), la cumbre más alta de los Apeninos.
Se supone que los vestinos fueron de origen sabino. Su primera mención a la historia fue el 324 a. C. cuando se aliaron a los samnitas contra Roma en la segunda guerra samnita y pidieron a los marrucinos, pelignos y marsos que se unieran a la alianza, lo que no hicieron. Los vestinos no pudieron resistir a los romanos y fueron derrotados y dispersados, refugiándose en las ciudades fortificadas de Cutini y Cingila, que fueron tomadas por asalto.
No vuelven a aparecer hasta el 301 a. C. en que firmaron un tratado con Roma, alianza que fue bastante ventajosa para los vestinos, que desde entonces fueron fieles aliados de Roma. En el 225 a. C. son mencionados entre los aliados de Roma por Polibio junto con los marsos, marrucinos y frentanos y aportaban en conjunto veinte mil infantes y cuatro mil caballeros.
Después de eso ya solo se menciona la presencia de los vestinos entre las tropas auxiliares romanos, hasta que en la guerra Social, junto con los marsos, los pelignos y los picentinos.
Tras la guerra Social, los vestinos, al igual que todos los demás itálicos, lograron obtener la plena ciudadanía romana a través de la Lex Plautia Papiria, volviéndose definitivamente parte integrante de la Italia romana y fueron incluidos en la tribu romana Quirina y su territorio formó parte de la Regio IV Samnium creada por Augusto dentro de Italia.
Durante el Imperio aún conservaban costumbres rústicas y belicosas y eran cazadores. La parte interior producía pastos muy buenos y se fabricaba un queso muy apreciado en Roma.
En su territorio estaban las ciudades de Pinna, Angulus, Aternum, Peltuinum, (Aveia, Pitinum, Furconium, Prifernum (cerca de la actual Assergio), Aufina, Cutini (desconocida, podría ser Civita Aquana) y Cingila o Cincha (desconocida podría ser Civita Retenga).